# Square des Anciens-Combattants-d'Indochine

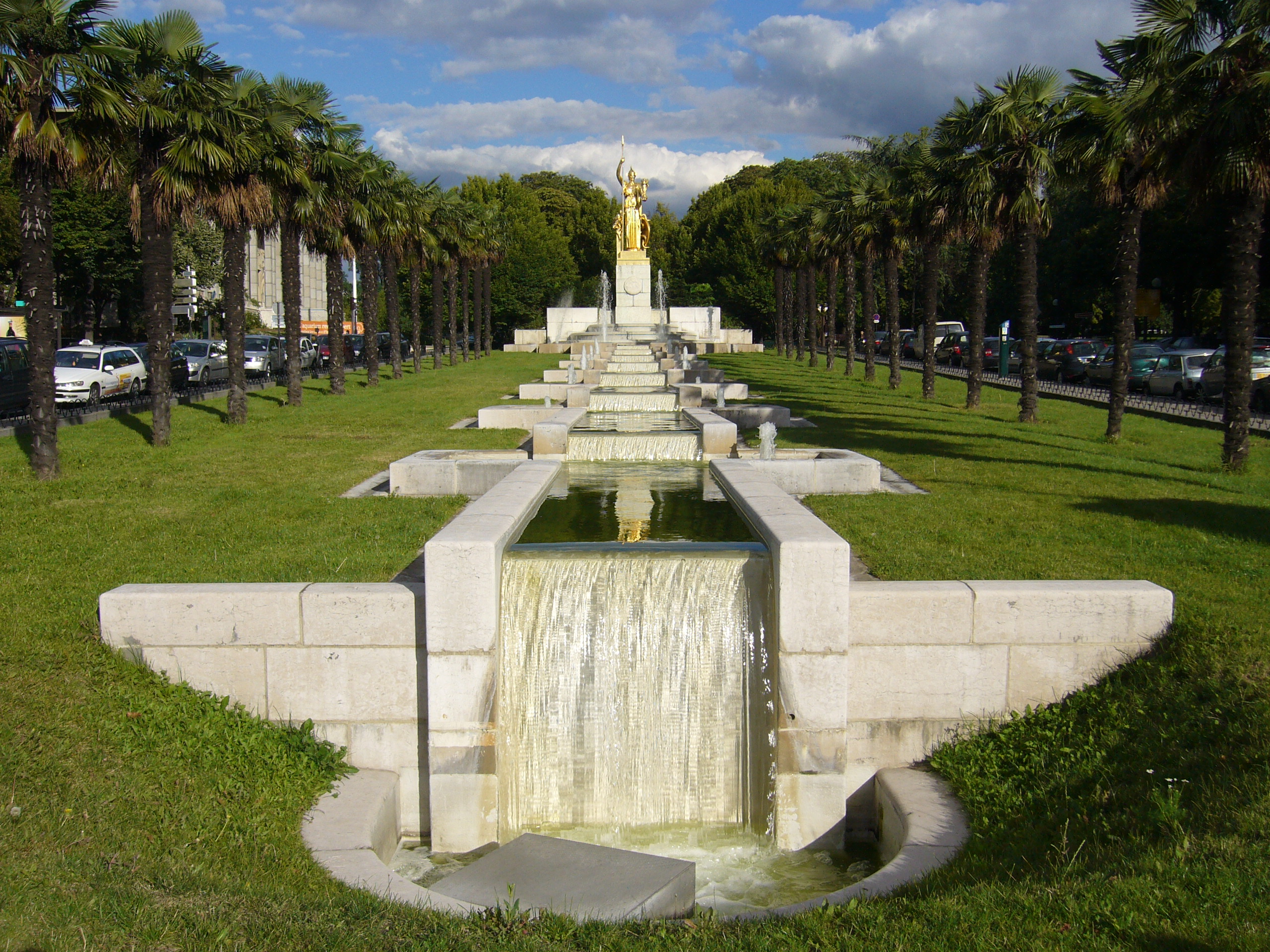
Le square des Anciens-Combattants-d'Indochine : sa pièce d’eau bordée de palmiers et dominée par la statue d’Athéna de la fontaine de la Porte Dorée.

Le square des Anciens-Combattants-d’Indochine est un espace vert du 12e arrondissement de Paris situé dans le quartier de la Porte Dorée.

## Situation et accès
Ce square occupe le terre-plein central de la place Édouard-Renard ; il est bordé de palmiers et comporte une pièce d’eau en cascade dénommée fontaine de la Porte Dorée, surplombée par une statue d’Athéna due à Léon-Ernest Drivier (1931).

## Origine du nom
Cette appellation rend hommage aux combattants de la guerre d'Indochine (1946-1954).

## Historique
Le nom de ce square des Anciens-Combattants-d’Indochine est analogue à celui de la place des Combattants-en-Afrique-du-Nord, située aussi dans le 12e arrondissement, et qui a reçu son nom en 1984.
Il existe par ailleurs un boulevard d'Indochine dans le 19e arrondissement de Paris, qui a reçu son nom en 1933.
Alfred Fierro indique : « La Nomenclature officielle omet le square des Combattants-d’Indochine créé en 1987 dans le 12e arrondissement. » Les espaces verts n’apparaissent pas dans la Nomenclature officielle des voies de la ville de Paris.